# Tubificoides bakeri
Tubificoides bakeri is een ringworm uit de familie van de Naididae. De wetenschappelijke naam van de soort is voor het eerst geldig gepubliceerd in 1985 door Brinkhurst.